# Список ныне живущих архиереев Православной церкви Украины
В списке представлены ныне живущие архиереи Православной церкви Украины (ПЦУ).
Епископат Православной церкви Украины насчитывает (на 3 февраля 2024 года) 63 человека, в том числе 46 епархиальных архиереев, 10 викарных архиереев, 3 титулярные архиерея и 4 архиерея на покое.
Список составлен в порядке старшинства епископской хиротонии.
Старейший по возрасту архиерей Православной церкви Украины — почётный патриарх на покое Филарет (Денисенко) (96 лет, родился в 1929 году); самый молодой — епископ Васильковский, викарий Киевской епархии, Ефрем (Хомяк) (35 лет, родился в 1990 году).

## Хиротонисаны в других церквях до создания ПЦУ

### Хиротонии 1962 года
1. Филарет (Денисенко), почётный патриарх Православной церкви Украины на покое (4 февраля 1962; на покое с 24 июня 2019)[К 1]

### Хиротонии 1990 года
1. Андрей (Абрамчук), митрополит Галицкий (7 апреля 1990; на кафедре со дня хиротонии)[К 2]
2. Даниил (Ковальчук), митрополит, бывший Черновицкий и Буковинский (28 апреля 1990[К 3]; на покое с 7 ноября 2023)[К 4]
3. Роман (Балащук), митрополит Винницкий и Брацлавский (22 мая 1990[К 5]; на кафедре с 14 ноября 1995)[К 2]

### Хиротонии 1993 года
1. Владимир (Ладыка), митрополит Николаевский и Богоявленский (13 марта 1993; на кафедре с 30 декабря 1993)[К 6]

### Хиротонии 1994 года
1. Александр (Решетняк), архиепископ Яготынский, викарий Киевской епархии (16 января 1994; на кафедре с 7 ноября 2023)[К 6]
2. Адриан (Старина), митрополит Богородский (6 февраля 1994; на кафедре с 13 мая 2011)[К 6]
3. Изяслав (Карга), архиепископ Макаровский, викарий Киевской епархии (11 сентября 1994; на кафедре с 13 мая 2017)[К 6]

### Хиротонии 1996 года
1. Симеон (Шостацкий), митрополит Винницкий и Барский, постоянный член Священного синода на переходной период[3] (4 мая 1996; на кафедре с 15 декабря 2018)[К 7]
2. Макарий (Малетич), митрополит Львовский, постоянный член Священного синода на переходной период[3] (3 ноября 1996; на кафедре с 5 февраля 2019)[К 2]

### Хиротонии 1997 года
1. Иоасаф (Василикив), митрополит Ивано-Франковский и Галицкий (6 апреля 1997; на кафедре с 28 октября 1997)[К 6]
2. Дамиан (Замараев), архиепископ, бывший Херсонский и Таврический (19 октября 1997; на покое с 22 января 2018)[К 6]

### Хиротонии 1998 года
1. Иаков (Макарчук), архиепископ Дрогобычский и Самборский (8 ноября 1998; на кафедре с 8 марта 2013)[К 4]

### Хиротонии 2000 года
1. Димитрий (Рудюк), митрополит Львовский и Сокальский (16 июля 2000; на кафедре с 27 июля 2010)[К 6]
2. Климент (Кущ), митрополит Симферопольский и Крымский (23 июля 2000; на кафедре со дня хиротонии)[К 6]
3. Михаил (Зинкевич), митрополит Луцкий и Волынский (22 октября 2000; на кафедре с 18 мая 2004)[К 6]

### Хиротонии 2002 года
1. Сергий (Горобцов), митрополит Донецкий и Мариупольский (14 декабря 2002; на кафедре с 26 ноября 2008)[К 6]

### Хиротонии 2003 года
1. Иоанн (Яременко), митрополит Черкасский и Чигиринский (30 марта 2003; на кафедре со дня хиротонии)[К 6]
2. Всеволод (Матвиевский), епископ Славянский, викарий Донецкой епархии (6 апреля 2003; на кафедре с 21 октября 2009)[К 6]
3. Кирилл (Михайлюк), епископ Ужгородский и Хустский (3 августа 2003; на кафедре с 25 декабря 2014)[К 8]

### Хиротонии 2004 года
1. Мефодий (Срибняк), архиепископ Сумской и Ахтырский (6 июня 2004; на кафедре со дня хиротонии)[К 6]
2. Лаврентий (Мигович), архиепископ Луганский и Старобельский (13 декабря 2004; на кафедре с 24 мая 2021)[К 4]

### Хиротонии 2005 года
1. Онуфрий (Хаврук), титулярный архиепископ Кицманский (30 октября 2005; на кафедре с 2 февраля 2024)[К 6]

### Хиротонии 2006 года
1. Михаил (Бондарчук), митрополит Винницкий и Тульчинский (1 января 2006; на кафедре с 8 марта 2013)[К 6]
2. Нестор (Пысык), митрополит Тернопольский и Кременецкий (5 марта 2006; на кафедре со дня хиротонии)[К 6]
3. Феодор (Бубнюк), митрополит Полтавский и Кременчугский (12 ноября 2006; на кафедре со дня хиротонии)[К 6]
4. Матфей (Шевчук), архиепископ Владимирский и Нововолынский (17 декабря 2006; на кафедре с 23 января 2017)[К 6]

### Хиротонии 2007 года
1. Александр (Драбинко), митрополит Переяславский и Вишневский (19 декабря 2007; на кафедре со дня хиротонии)[К 7]

### Хиротонии 2008 года
1. Иларион (Процик), митрополит Ровенский и Острожский (14 мая 2008; на кафедре с 23 января 2012)[К 6]
2. Евстратий (Зоря), митрополит Белоцерковский (25 мая 2008; на кафедре с 2 февраля 2023)[К 6]

### Хиротонии 2009 года
1. Марк (Левкив), архиепископ Кропивницкий и Голованевский (1 февраля 2009; на кафедре со дня хиротонии)[К 6]
2. Павел (Кравчук), архиепископ Тернопольский и Теребовлянский (29 марта 2009; на кафедре со дня хиротонии)[К 6]
3. Владимир (Шлапак), архиепископ Житомирский и Полесский (21 июня 2009; на кафедре с 10 июля 2015)[К 2]
4. Епифаний (Думенко), митрополит Киевский и всея Украины[3] (15 ноября 2009; на кафедре с 15 декабря 2018)[К 6]
5. Афанасий (Шкурупий), архиепископ Харьковский и Изюмский (15 ноября 2009; на кафедре со дня хиротонии)[К 2]
6. Герман (Семанчук), архиепископ Каменец-Подольский и Новоушицкий (16 ноября 2009; на кафедре с 2 февраля 2024)[К 2]
7. Симеон (Зинкевич), митрополит Днепровский и Сичеславский (21 ноября 2009; на кафедре со дня хиротонии)[К 6]
8. Тихон (Петранюк), архиепископ Тернопольский и Бучачский (22 ноября 2009; на кафедре с 19 сентября 2017)[К 8]
9. Марк (Гринчевский), титулярный епископ Дунаевецкий (17 декабря 2009; на кафедре с 5 февраля 2019)[К 6]

### Хиротонии 2010 года
1. Агапит (Гуменюк), архиепископ Вышгородский, наместник Михайловского Златоверхого монастыря Киева (8 августа 2010; на кафедре с 2 февраля 2024)[К 6]
2. Иоанн (Швец), епископ Белогородский, викарий Киевской епархии (29 октября 2010; на кафедре с 5 февраля 2019)[К 4]
3. Владимир (Черпак), епископ Фастовский, викарий Киевской епархии (16 ноября 2010; на кафедре с 5 февраля 2019)[К 2]

### Хиротонии 2011 года
1. Адриан (Кулик), епископ, бывший титулярный Шепетовский (16 февраля 2011; на покое с 22 ноября 2021)[К 4]
2. Афанасий (Яворский), архиепископ Одесский и Балтский (21 августа 2011; на кафедре с 24 мая 2021)[К 6]

### Хиротонии 2012 года
1. Иулиан (Гатала), архиепископ Коломыйский и Косовский (19 февраля 2012; на кафедре с 8 марта 2013)[К 6]

### Хиротонии 2013 года
1. Митрофан (Бутынский), архиепископ Харьковский и Слобожанский (25 августа 2013; на кафедре со дня хиротонии)[К 6]

### Хиротонии 2014 года
1. Геронтий (Олянский), титулярный епископ Боярский (14 сентября 2014; на кафедре с 5 февраля 2019)[К 2]
2. Фотий (Давиденко), епископ Запорожский и Мелитопольский (17 декабря 2014; на кафедре со дня хиротонии)[К 6]

### Хиротонии 2015 года
1. Варсонофий (Рудник), епископ Ужгородский и Закарпатский (25 января 2015; на кафедре со дня хиротонии)[К 6]
2. Виктор (Бедь), епископ Мукачевский и Карпатский (14 августа 2015; на кафедре со дня хиротонии)[К 2]
3. Борис (Харко), епископ Херсонский и Каховский (23 августа 2015; на кафедре со дня хиротонии)[К 2]

### Хиротонии 2017 года
1. Паисий (Кухарчук), епископ Житомирский и Овручский (29 января 2017; на кафедре со дня хиротонии)[К 6]
2. Савва (Фризюк), епископ Донецкий и Славянский (14 мая 2017; на кафедре со дня хиротонии)[К 2]

### Хиротонии 2018 года
1. Павел (Юристый), архиепископ Хмельницкий и Шепетовский (28 января 2018; на кафедре с 24 мая 2021)[К 6]
2. Павел (Мысак), епископ Коломыйский, викарий Ивано-Франковской епархии (15 февраля 2018; на кафедре со дня хиротонии)[К 2]
3. Гавриил (Кризина), епископ Ровенский и Сарненский (2 сентября 2018; на кафедре со дня хиротонии)[К 2]

## Предстоятельство митрополитаЕпифания

### Хиротонии 2019 года
1. Епифаний (Димитриу), епископ Ольвийский, викарий митрополита Киевского и всея Украины (26 мая 2019; на кафедре со дня хиротонии)
2. Никодим (Кулыгин), епископ Херсонский и Таврический (4 декабря 2019; на кафедре с 21 августа 2020)

### Хиротонии 2022 года
1. Феогност (Бодоряк), епископ Черновицкий и Буковинский (13 февраля 2022; на кафедре с 2 февраля 2024)
2. Антоний (Фирлей), епископ Черниговский и Нежинский (2 июня 2022; на кафедре с 2 февраля 2023)

### Хиротонии 2023 года
1. Ефрем (Хомяк), епископ Васильковский, викарий Киевской епархии (26 февраля 2023; на кафедре со дня хиротонии)
2. Арсений (Пожарный), епископ Богуславский, викарий Киевской епархии (8 ноября 2023; на кафедре со дня хиротонии)

### Хиротонии 2024 года
1. Авраамий (Лотыш), епископ Бориспольский, викарий Киевской епархии (3 февраля 2024; на кафедре со дня хиротонии)

## Бывшие архиереи Православной церкви Украины
1. Иоасаф (Шибаев), бывший митрополит Белгородский и Обоянский (19 февраля 1995, на кафедре со дня хиротонии[К 6], сооснователь возобновлённой УПЦ КП, исключен из состава епископата ПЦУ 24 июня 2019, лишён сана 23 мая 2022)
2. Филарет (Панку), бывший епископ Белгород-Днестровский (31 июля 2005, на кафедре с 5 февраля 2019[К 6], 3 февраля 2020 вновь присоединился к УПЦ КП с титулом «Фалештский и Восточно-Молдовский», исключен из состава епископата ПЦУ 9 июля 2020, лишён сана 23 мая 2022)
3. Петр (Москалёв), бывший епископ Валуйский, викарий Белгородской епархии (13 декабря 2008, на кафедре со дня хиротонии[К 6], сооснователь возобновлённой УПЦ КП, исключен из состава епископата ПЦУ 24 июня 2019, лишён сана 23 мая 2022)

## Комментарии
1. ↑  Хиротония совершена в Русской православной церкви; на момент создания ПЦУ являлся архиереем Украинской православной церкви Киевского патриархата.
2. 1 2 3 4 5 6 7 8 9 10 11 12 13  Хиротония совершена в Украинской автокефальной православной церкви, где и состоял архиереем на момент создания ПЦУ.
3. ↑  Повторно хиротонисан 16 декабря 1992 года митрополитом Филаретом[1].
4. 1 2 3 4 5  Хиротония совершена в Украинской автокефальной православной церкви; на момент создания ПЦУ являлся архиереем Украинской православной церкви Киевского патриархата.
5. ↑  Повторно хиротонисан 16 сентября 1992 года митрополитом Филаретом[2].
6. 1 2 3 4 5 6 7 8 9 10 11 12 13 14 15 16 17 18 19 20 21 22 23 24 25 26 27 28 29 30 31 32 33 34 35 36  Хиротония совершена в Украинской православной церкви Киевского патриархата, где и состоял архиереем на момент создания ПЦУ.
7. 1 2  Хиротония совершена в Русской православной церкви, где и состоял архиереем на момент создания ПЦУ.
8. 1 2  Хиротония совершена в Украинской православной церкви Киевского патриархата; на момент создания ПЦУ являлся архиереем Украинской автокефальной православной церкви.